# Hundstage (1975)
Hundstage ist eine US-amerikanische Filmbiografie des Regisseurs Sidney Lumet aus dem Jahr 1975. Sie handelt von einem missglückten Banküberfall und beruht auf einer wahren Geschichte.

## Handlung
Der Film beginnt mit verschiedenen Straßenszenen aus New York an einem sehr heißen Sommertag. Drei Männer betreten kurz vor Geschäftsschluss eine New Yorker Bank in Brooklyn und ziehen ihre Waffen, verlieren aber gleich zu Beginn des Überfalls die Kontrolle über die Situation. Der mit einem Gewehr M1 Carbine bewaffnete Anführer, Sonny Wortzig, weist einen Komplizen an, den verängstigten Sicherheitsangestellten der Bank mit seinem Revolver in Schach zu halten. Der Komplize ist von der Situation völlig überfordert und beschließt – mit dem Einverständnis Sonnys –, die Bank zu verlassen. Sonny muss ihm hinterherlaufen, um noch die Autoschlüssel zu bekommen. Als Sonny schließlich den Tresor von einer Bankmitarbeiterin ausräumen lässt, finden sich dort nur 1.100 Dollar. Währenddessen hält sein anderer Komplize, Sal, die Bankangestellten in Schach. Als Sonny die Liste mit den Kennungen der Schecks und Scheine verbrennt, erregt die starke Rauchentwicklung die Aufmerksamkeit eines Mannes im Gebäude gegenüber.
Die eintreffende Polizei riegelt den Straßenabschnitt vor der Bank ab. Schaulustige und das Fernsehen gesellen sich dazu. Sonny und sein Komplize Sal nehmen die Bankangestellten als Geiseln, lassen jedoch einen Asthmakranken frei und fordern einen Hubschrauber und ein Flugzeug, um außer Landes zu kommen. Trotz allem ist das Verhältnis zwischen den Geiselnehmern und ihren Geiseln entspannt. Sie teilen alle das gleiche Schicksal, eingeschlossen in einer Bank bei tropischen Temperaturen.
Die Geiselnahme und die laufende Medienberichterstattung nehmen immer abstrusere Ausmaße an, Sonny gewinnt sogar die Sympathien der Zuschauermenge, als er während einer Verhandlung mit der Polizei auf der Straße Attica! Attica! skandiert, um Parallelen zwischen der massiven und schwer bewaffneten Polizeipräsenz und der blutigen Niederschlagung des Gefängnisaufstandes 1971 im New Yorker Gefängnis Attica herzustellen. Außerdem verlangt er ein Gespräch mit „seiner  Frau“. Dabei handelt es sich nicht um seine geschiedene Ehefrau, mit der er zwei Kinder hat, sondern um den transgeschlechtlichen Leon, dem er durch den Überfall die geschlechtsangleichende Operation bezahlen will. Sal, der nicht damit rechnete, dass die Polizei hinzukommen würde, ist ebenfalls stark verunsichert. Als Sonny ihn fragt, in welches Land sie fliehen sollen, nennt der lebensunerfahrene Mann den US-Bundesstaat Wyoming. Sonny ist jedoch das überseeische Algerien als Fluchtziel sicherer.
In einem nur verhalten emotionalen Telefongespräch (ein Wunsch Pacinos) mit Leon erfährt Sonny, dass seine Liebe einseitig ist und seine Bemühungen umsonst waren. Sonny schreibt einen liebevollen Abschiedsbrief und vermacht sein Geld aus einer Lebensversicherung zu jeweiligen Teilen an Leon (für dessen Operation) und seiner Frau. Außerdem verlangt er in dem Brief das ihm als Vietnamveteran zustehende militärische Begräbnis.
Da kein Hubschrauber in der engen Straße oder dem ungeeigneten Dach landen kann, bringt ein Kleinbus mit einem FBI-Beamten am Steuer die Geiselnehmer und die Geiseln nachts zum Flughafen. Sonny, Sal und die Geiseln sind durch die Belagerung und die Hitze bereits am Ende ihrer Kräfte. Auf dem Vorfeld des Flughafens lässt Sonny vereinbarungsgemäß eine weitere Geisel frei. Plötzlich zieht der Beamte am Steuer einen in seiner Armlehne versteckten Revolver und erschießt den hinter ihm sitzenden Sal, worauf sich Sonny sofort ergibt. Im Abspann heißt es, dass Sonny eine Haftstrafe von 20 Jahren in einem Bundesgefängnis absitzt, seine Frau von Sozialhilfe abhängig ist und Leon heute als Frau in New York lebt.

## Die wahre Geschichte

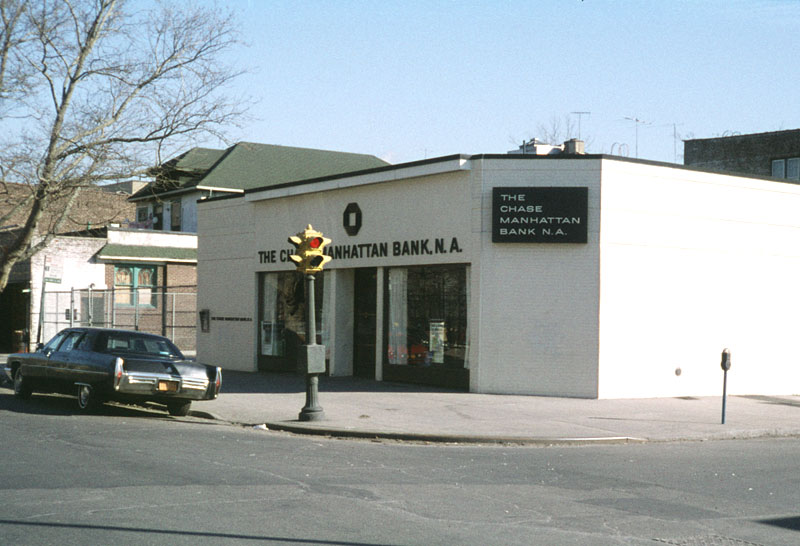
Der Tatort: Die Chase Manhattan Bank im Jahr 1972

Am 22. August 1972 überfielen John Wojtowicz, ein 27-jähriger Vietnamveteran und der 18-jährige Salvatore „Sal“ Naturale die Chase Manhattan Bank in Brooklyn, New York und brachten den Geschäftsführer sowie mehrere Bankangestellte in ihre Gewalt. Die Geiselnahme dauerte über 14 Stunden. Wojtowicz trat während dieser Zeit mehrmals auf die Straße, die von Schaulustigen gesäumt wurde, um mit der Polizei zu verhandeln. Er verlangte unter anderem ein Flugzeug, mit dem er und Sal das Land unbehelligt in Richtung Algerien verlassen könnten. Auf der Fahrt vom Tatort zum Kennedy Airport wurde Sal erschossen und Wojtowicz verhaftet.
Der Überfall und die anschließende Geiselnahme waren ein mediales Großereignis und wurde von vielen Menschen live am Fernsehbildschirm mitverfolgt.
Kurze Zeit später erschien unter dem Titel The Boys in the Bank ein Artikel von P. F. Kluge und Thomas Moores im Life Magazine, in dem die Geschehnisse rekonstruiert wurden und mehrere der Geiseln zu Wort kamen. Viele von ihnen beschrieben ihr gutes Verhältnis zu den Geiselnehmern. So sprach beispielsweise der Geschäftsführer Robert Barrett von einer guten Kameradschaft und sagte, er habe an diesem einen Tag mehr gelacht als in einer ganzen Woche.
Vor Gericht sagte Wojtowicz aus, er habe die Bank nur überfallen, um seiner transgeschlechtlichen Lebensgefährtin Ernest Aron eine Geschlechtsangleichung ermöglichen zu können. Er wurde am 23. April 1973 zu einer Freiheitsstrafe von 20 Jahren verurteilt und 1978 auf Bewährung entlassen.
Für die Rechte an seiner Geschichte erhielt Wojtowicz von der Produktionsfirma Warner Bros. 7.500 Dollar. Außerdem wurde ihm eine Beteiligung von einem Prozent am Nettoumsatz des Films zugesprochen, die er allerdings nie ausgezahlt bekam und später erfolglos einzuklagen versuchte. Mit einem Teil des Geldes (2.500 Dollar) finanzierte er die Geschlechtsangleichung seiner Partnerin, die sich anschließend in Elizabeth Debbie Eden umbenannte und 1987 an den Folgen ihrer AIDS-Erkrankung starb.
In einem Brief an die New York Times äußerte sich Wojtowicz 1975 kritisch über die Darstellung der Ereignisse in Hundstage und behauptete, diese entspreche nur zu etwa 30 Prozent der Wahrheit. So habe er während der Geiselnahme weder mit seiner Frau noch mit seiner Mutter gesprochen. Zudem erscheine seine Frau Carmen Buffalo in einem völlig falschen Licht. Al Pacinos und Chris Sarandons schauspielerische Leistung dagegen hob Wojtowicz positiv hervor und bezeichnete sie als akkurat.
Im Januar 2006 starb Wojtowicz an Krebs.

## Entstehungsgeschichte

### Drehbuch
Frank Pierson nahm beim Schreiben des Drehbuchs häufig Bezug auf P. F. Kluge und Thomas Moores Artikel The Boys in the Bank. Viele der Details, die in der Reportage erwähnt wurden, fanden Eingang in den Film (so zum Beispiel der dritte Bankräuber, der zu Beginn des Überfalls die Flucht ergriff, der asthmakranke Wachmann oder die Pizzalieferung für die Geiselnehmer).
John Wojtowicz wurde in Sonny Wortzik, sein Lebensgefährte Ernest Aron in Leon Shermer umbenannt. Auch viele der anderen Filmfiguren basieren auf realen Personen, so etwa der Bankmanager Mulvaney (in Wirklichkeit hieß er Robert Barrett) oder die FBI-Agenten.

### Besetzung
Bei der Auswahl der Darsteller orientierte sich der Casting-Director Michael Chinich ebenfalls teilweise an den realen Vorbildern. John Wojtowicz wurde bereits im Life-Artikel optisch mit Al Pacino und Dustin Hoffman verglichen, was eine Besetzung des erstgenannten nahelegte. Es war Pacinos zweite Zusammenarbeit mit dem Regisseur Sidney Lumet nach Serpico von 1973.
Für die Rolle des Sal Naturale suchte man zunächst nach einem etwa 18-jährigen Schauspieler, da dies dem Alter des Vorbilds entsprochen hätte, entschied sich dann aber doch für den 40-jährigen John Cazale, der bereits in den Pate-Filmen neben seinem guten Freund Al Pacino gespielt hatte. Hundstage war Cazales vorletzter Film. Er starb 1978 an Krebs.

### Dreharbeiten
Nur zehn Tage vor Drehbeginn erwog Al Pacino, aus dem Projekt auszusteigen, da er Bedenken hatte, einen Homosexuellen darzustellen. Im Drehbuch war ein Kuss zwischen seiner Rolle und dem Transgeschlechtlichen Leon Shermer vorgesehen. Laut Frank Pierson handelte es sich dabei um eine Schlüsselszene des Films, in der Sonny von seinem Freund Abschied nimmt. Pacino weigerte sich jedoch, die Szene zu spielen und verlangte, alle sexuellen Bezüge aus dem Skript zu streichen. Frank Pierson, der Pacinos Bedenken schließlich akzeptierte, schrieb das Drehbuch um und fügte das Telefonat zwischen Leon und Sonny ein, das von Pacino und Chris Sarandon größtenteils improvisiert wurde.
Die Außenaufnahmen wurden an den Originalschauplätzen in Brooklyn gedreht, die Innenräume der Bank ließ der Regisseur Sidney Lumet in einem nahegelegenen Lagerhaus nachbauen. Die minimalistische Handlung, die sich an nur wenigen Orten abspielt, sowie die fehlende Musik tragen wesentlich zur bedrückenden und authentischen, manchmal auch grotesk komischen Atmosphäre von Hundstage bei.
Obwohl der Film mitten im Hochsommer angesiedelt ist (auch der Titel Hundstage lässt vermuten, dass es sich um einen sehr heißen Tag handelt), war es zum Zeitpunkt der Dreharbeiten sehr kalt. Bei den Außenaufnahmen mussten die Schauspieler deshalb Eiswürfel in den Mund nehmen, damit man ihren Atem nicht sehen konnte.
Al Pacino litt während der Dreharbeiten häufig an Erschöpfung und brach einmal sogar zusammen. Nach Beendigung des Drehs zog er sich für zwei Jahre aus dem Filmgeschäft zurück und spielte in dieser Zeit ausschließlich Theater.

## Sonstiges
Der Titelsong Amoreena stammt von Elton John. Ansonsten verfügt Hundstage über keinerlei musikalische Untermalung.
Das Buch zum Film wurde 1974 von Leslie Waller unter dem Pseudonym Patrick Mann geschrieben.
Das Filmbudget lag bei 1,8 Millionen US-Dollar; allein in den USA spielte der Film 50 Millionen US-Dollar ein.
Der Künstler Pierre Huyghe versuchte im Jahr 2000 mit seiner Zweikanal-Videoprojektion The Third Memory einen weiteren Blickwinkel auf die Ereignisse zu geben.
In der Folge 9 der Staffel 5 der Krankenhaus-Serie Dr. House nimmt ein Patient Geiseln, um eine schnellere Behandlung zu erreichen. House fragt ihn, ob es der beste Weg sei, eine Diagnose zu finden, wenn er Hundstage nachspielt.

## Synchronisation
| Rolle         | Schauspieler    | Synchronsprecher   |
| ------------- | --------------- | ------------------ |
| Sonny Wortzig | Al Pacino       | Lutz Mackensy      |
| Sal           | John Cazale     | Andreas Mannkopff  |
| Moretti       | Charles Durning | Edgar Ott          |
| Leon          | Chris Sarandon  | Joachim Kunzendorf |
| Margaret      | Beulah Garrick  |                    |
| Sheldon       | James Broderick | Heinz Petruo       |
| Jenny         | Carol Kane      | Cornelia Meinhardt |

## Reaktionen
Hundstage kam am 21. September 1975 in die US-amerikanischen Kinos. Am 19. März 1976 feierte der Film seine Deutschlandpremiere.
Die USA hatten sich gerade aus Vietnam zurückgezogen, und die Folgen der Watergate-Affäre erschütterten die Nation. In dieser politisch brisanten Zeit erregte Lumets Werk großes Aufsehen. Manche Journalisten sahen in Hundstage einen Film der Gegenkultur und bezeichneten ihn als unangepasst und gegen das Establishment gerichtet. Dies lag vor allem an der Thematisierung von Transgeschlechtlichkeit und Homosexualität, der Erwähnung des Attica-Gefängnisaufstandes und der Tatsache, dass der Bankräuber Sonny ein Vietnamveteran ist.
Der Film erhielt überwiegend positive Kritiken, besonders die schauspielerischen Leistungen von Al Pacino und Chris Sarandon wurden anerkennend hervorgehoben.
Hundstage gilt heute als ein Klassiker des amerikanischen Films und ein wichtiger Vertreter des New-Hollywood-Kinos der 1960er und 1970er Jahre.
Im Jahr 2005 drehte der Dokumentarfilmer Walter Stokman den Film Nach einer wahren Geschichte, der die Geschichte des Bankraubs dokumentiert.

## Kritiken
„In sorgfältiger psychologischer Detailschilderung legt Sidney Lumet die Verfassung der Täter und die Hintergründe ihres Handelns, den Mechanismus des Geiseldramas und die Funktionsweise der Verbrechensbekämpfung in der Öffentlichkeit bloß. Beklemmend eindringlich gespielt.“

„Weil der Film außer Neugier und Beobachtungslust keine Vor-Urteile aufbringt, wird er zum unambitionierten Totalbild einer Stadt, ja einer Welt. […] Al Pacino spielt ihn [Sonny] als faszinierende Mischung aus Angst, Hilflosigkeit, theatralischem Stolz und einer Kleine-Leute-Schlauheit, die mühsam als Maske auf gutartigem Kitsch sitzt. […] Ganz nebenbei (wenn auch keinesfalls zufällig) ist das verfilmte ‚Gangsterdrama‘ […] eine der genauesten Soziogramme der New Yorker: alle ethnisch in unverwechselbare Eigenarten getrennt und alle durch die verschmutzten Straßen, den brodelnden Lärm, die verkommenen Wohnlöcher vereint. Wahrscheinlich wäre der Regisseur erstaunt, würde man ihm für seinen radikalen Blick auch ein radikales Programm unterstellen. Er hat einfach nur genau hingesehen, wo üblicherweise Filme nur ihren eigenen präfabrizierten Erwartungen begegnen.“

„Lumet gelingt es über zwei Stunden lang, Spannung aufrecht zu erhalten. Immer wieder kommt es zu brenzligen Situationen, etwa als die Polizei versucht, durch den Hintereingang der Bank in das Gebäude zu gelangen. Der Showdown selbst setzt der Verzweiflungstat ein tragisches Ende und hinterlässt einen Mann, der nicht mehr weiß, wie ihm eigentlich geschieht. Die Hitze tut ein übriges, um die angespannte Situation immer einmal wieder zu verschärfen. Und gleichzeitig demonstriert ‚Dog Day Afternoon‘ die Hilflosigkeit, die sich in einer solchen Situation breit macht – auf allen Seiten und verstärkt durch den Einfluss der Medien, deren Einfluss sich kaum einer entziehen kann oder will.“

## Auszeichnungen
Hundstage gewann 1976 den Oscar für das Beste Originaldrehbuch (Frank Pierson) und war außerdem in den Kategorien Bester Film, Beste Regie (Sidney Lumet), Bester Hauptdarsteller (Al Pacino), Bester Nebendarsteller (Chris Sarandon) und Bester Schnitt (Dede Allen) nominiert.
Bei den Golden Globe Awards 1976 erhielt der Film Nominierungen als Bestes Drama, für die Beste Regie, den Besten Hauptdarsteller, den Besten Nebendarsteller (John Cazale und Charles Durning), den Besten Nachwuchsdarsteller (Chris Sarandon) und das Beste Drehbuch.
Hundstage wurde darüber hinaus mit einem National Board of Review-Award für den Besten Nebendarsteller (Charles Durning), einem Writers-Guild-of-America-Award für das Beste Drehbuch und einem Directors-Guild-of-America-Award für die Beste Regie ausgezeichnet.
Auf der Liste der 100 besten amerikanischen Thriller des American Film Institute belegt er den 70. Rang. Die Zeile Attica! Attica! kam auf Platz 86 der 100 besten Filmzitate.
Im Jahr 2009 wurde der Film in das National Film Registry aufgenommen.